# 比利亚普罗韦多
比利亚普罗韦多，是西班牙卡斯蒂利亚-莱昂帕伦西亚省的一个市镇。 总面积26平方公里，总人口92人（2001年），人口密度4人/平方公里。